# Estland op het Eurovisiesongfestival 1996
Estland nam deel aan het Eurovisiesongfestival 1996 in Oslo, Noorwegen. Het was de 2de deelname van het land op het Eurovisiesongfestival. De selectie verliep via het jaarlijkse Eesti Laul, waarvan de finale plaatsvond op 27 januari 1996. ETV was verantwoordelijk voor de Estse bijdrage voor de editie van 1996.

## Selectieprocedure
De nationale finale vond plaats op 27 januari 1996 in een nachtclub in Tallinn en werd gepresenteerd door Marko Reikop en Karmel Eikner.
In totaal deden er 13 artiesten mee aan deze nationale finale. Sommige artiesten namen deel met meerdere liedjes.
De winnaar werd bepaald door een internationale jury.
| Volgorde | Artiest                                                      | Lied                       | Punten | Plaats |
| -------- | ------------------------------------------------------------ | -------------------------- | ------ | ------ |
| 1        | Evelin Samuel and Toomas Rull                                | Kaheksa näoga kuu          | 54     | 5      |
| 2        | Kadri Hunt                                                   | Me rõõm ei kao             | 62     | 2      |
| 3        | Üllar Meriste                                                | Iialgi veel                | 37     | 13     |
| 4        | Hedvig Hanson and Evelin Samuel                              | Meeletu algus              | 50     | 7      |
| 5        | Urmas Podnek                                                 | Vaba kui tuul              | 41     | 10     |
| 6        | Evelin Samuel, Karl Madis, Maarja-Liis Ilus and Pearu Paulus | Kummalisel teel            | 51     | 6      |
| 7        | Ivo Linna and Kadi-Signe Selde                               | Lihtne viis                | 40     | 12     |
| 8        | Reet Kromel and Arne Lauri                                   | Laule ja palveid täis päev | 50     | 7      |
| 9        | Tõnis Mägi                                                   | Ballaad                    | 57     | 3      |
| 10       | Kirile Loo                                                   | Maatütre tants             | 56     | 4      |
| 11       | Sirje Medell                                                 | Elust enesest              | 48     | 9      |
| 12       | Maarja-Liis Ilus and Ivo Linna                               | Kaelakee hääl              | 62     | 1      |
| 13       | Tõnis Mägi                                                   | Eestimaa euromehe laul     | 41     | 10     |

## In Oslo
In Noorwegen moest Estland aantreden als 11de, net na Griekenland en voor Noorwegen. Op het einde van de puntentelling bleek dat ze op een 5de plaats waren geëindigd met 94 punten.
Men ontving 3 keer het maximum van de punten.
Nederland en België hadden respectievelijk 3 en 0 punten over voor deze inzending

### Gekregen punten

#### Finale
| 12 punten                    | 10 punten                     | 8 punten               | 7 punten  | 6 punten    |
| ---------------------------- | ----------------------------- | ---------------------- | --------- | ----------- |
| - Finland - IJsland - Zweden | - Polen - Verenigd Koninkrijk | - Noorwegen - Slovenië | - Cyprus  |             |
| 5 punten                     | 4 punten                      | 3 punten               | 2 punten  | 1 punt      |
| - Oostenrijk                 | - Spanje                      | - Nederland            | - Ierland | - Frankrijk |

### Punten gegeven door Estland

#### Finale
Punten gegeven in de finale:
| 12 punten | Ierland             |
| 10 punten | Zweden              |
| 8 punten  | IJsland             |
| 7 punten  | Oostenrijk          |
| 6 punten  | Kroatië             |
| 5 punten  | Noorwegen           |
| 4 punten  | Nederland           |
| 3 punten  | Frankrijk           |
| 2 punten  | Verenigd Koninkrijk |
| 1 punt    | België              |